# دوري هونغ كونغ لكرة القدم 1958–59
دوري هونغ كونغ لكرة القدم 1958–59 هو الموسم 14 من دوري هونغ كونغ لكرة القدم ‏. كان عدد الأندية المشاركة فيه 12، وفاز فيه نادي جنوب الصين.